# Pegomya hybernae
Pegomya hybernae este o specie de muște din genul Pegomya, familia Anthomyiidae, descrisă de Verner Michelsen în anul 1987.
Este endemică în Franța. Conform Catalogue of Life specia Pegomya hybernae nu are subspecii cunoscute.